# Résolution 1253 du Conseil de sécurité des Nations unies
Membres permanents
- Chine
- États-Unis
- France
- Royaume-Uni
- Russie

Membres non permanents
- Argentine
- Bahrain
- Brésil
- Canada
- Gabon
- Gambie
- Malaisie
- Namibie
- Pays-Bas
- Slovénie

Résolution no 1252 Résolution no 1254
La Résolution 1253 est une résolution du Conseil de sécurité de l'ONU qui a été votée le 29 juillet 1999 et qui recommande à l'Assemblée générale d'admettre comme nouveau membre des Nations unies le pays suivant : le royaume du Tonga.

## Contexte historique
Le pays est admis à l'ONU le 14 septembre 1999,.

## Texte
- Résolution 1253 Sur fr.wikisource.org
- Résolution 1253 Sur en.wikisource.org